# Lycoriella venosa
Lycoriella venosa är en tvåvingeart som först beskrevs av Rasmus Carl Staeger 1840.  Lycoriella venosa ingår i släktet Lycoriella och familjen sorgmyggor.
Artens utbredningsområde är Danmark. Arten är reproducerande i Sverige. Inga underarter finns listade i Catalogue of Life.